# Nelson Merentes
Nelson José Merentes Díaz (Naiguatá, Distrito Federal, 6 de mayo de 1954) es un matemático, investigador, docente y político venezolano. Fue ministro de Ciencia y Tecnología, ministro de Finanzas y presidente del Banco Central de Venezuela durante el gobierno de Hugo Chávez, cargo en el que continuó durante el gobierno de Nicolás Maduro hasta 2017.

## Biografía

### Estudios
Obtuvo la Licenciatura en Matemáticas en la Universidad Central de Venezuela en 1978 y luego cursó estudios de postgrado, tomando cursos electivos sobre Economía y Finanzas, así como en técnicas de multifunciones para el estudio de problemas económicos, completando finalmente un doctorado en Matemáticas.
Durante sus estudios de doctorado en Hungría se especializó en economía. Tiene una amplia trayectoria profesional como docente e investigador, la mayor parte de la cual ha desarrollado en su alma mater (UCV), donde se ha desempeñado como representante profesoral al Consejo de la Facultad de Ciencias (1994-1998); miembro del Consejo de Investigación de la Facultad de Ciencias (1993-1996); integrante de la Comisión de Postgrado e Investigación del Departamento de Matemáticas (1992 a la fecha) y miembro del Consejo de Investigación de la Facultad de Ciencias y del Sistema de Promoción del Investigador (1992-1998). Es profesor titular de esa casa de estudios desde 1995 y ha desempeñado varios cargos administrativos, como representante de la Facultad de Ciencias al Consejo de Desarrollo Científico y Humanístico (1992-1996); coordinador del Consejo de Desarrollo Científico y Humanístico (1996-2000) y coordinador del grupo Ecuaciones Diferenciales en la Escuela de Física y Matemática (1992-1999).

### Trabajo en la administración pública
Merentes también ha trabajado de manera extensa en la administración pública. De 2000 a 2001 fue presidente de la subcomisión de Economía y Finanzas de la Comisión Legislativa Nacional (conocida entonces como Congresillo). Fue asimismo viceministro de Regulación y Control del Ministerio de Finanzas (2000-2001). En 2001 fue designado Ministro de Finanzas de Venezuela por el presidente Hugo Chávez. En dicho puesto duró hasta el año siguiente, cuando fue designado como Ministro de Ciencia y Tecnología. De allí es llamado por el presidente Chávez para ocupar la presidencia del Banco de Desarrollo Social (BANDES), cargo que dejó para volver al Ministerio de Planificación y Finanzas a principios de 2004. Durante su segunda gestión, tuvo lugar la creación del FONDEN. A partir de abril de 2009 ocupó la presidencia del Banco Central de Venezuela hasta el 2013.
El 21 de abril de 2013, en cadena nacional es instruido la división del Ministerio de Planificación y Finanzas por el gobierno de Nicolás Maduro en dos ministerios, donde Nelson Merentes fue nombrado como Ministro de Finanzas del Gobierno Venezuela y Jorge Giordani Ministro de Planificación. El 21 de enero de 2014 fue asignado nuevamente como presidente del BCV. hasta su renuncia en el 2017.

### Escándalo de robo
En 2016 fue víctima de un robo en su propiedad donde le sustrajeron más de 300.000 dólares en efectivo, tres relojes Rolex, 40.000 euros en efectivo y otras pertenencias de valor, cuya pérdida no denunció. La Policía de Vargas detuvo a los implicados y recuperaron unos bienes, pero no el dinero. Esto causó un escándalo en Venezuela.
Un año después, en 2017, y en medio de la controversia en torno al retiro de los billetes de 100 bolívares, que trajo como consecuencia el saqueo de más de 400 comercios, Nicolás Maduro lo relevó del cargo como presidente del Banco Central de Venezuela.

## Publicaciones
En el ámbito académico, Merentes ha sido investigador, habiendo publicado más de 200 artículos científicos, algunos de los cuales en publicaciones internacionales especializadas en estudios matemáticos. Su campo de investigación ha estado mayormente relacionado con el estudio de ecuaciones diferenciales y funciones de Lipschitz. Entre algunas de sus publicaciones, se pueden reseñar las siguientes:
- On the Composition Operator in AC[a, b] (1991),

- On the Composition Operator in BV φ[a; b] (1991)

- On Functions of Bounded (p,k)-Variation (1992) (con S. Rivas y J. L. Sánchez)

- Characterization of Globally Lipschitzian Composition Operators in the Banach Space BV2p [a, b] (1992) (con J. Matkowski)

- Explicit Petree's function of interpolation of the spaces H p s  (1993)

- On the Composition Operator between RVp [a, b] and BV [a, b] (1995) (con S. Rivas)

- Uniformly Continuous Set-valued Composition Operators in the Spaces of Functions of Bounded Variation in the Sense of Wiener (2010) (con A. Azócar, J. A. Guerrero y J. Matkowski)

- Locally Lipschitz Composition Operators in Spaces of Functions of Bounded Variation (2010) (con J. Appell y J.L. Sánchez)

- Measures of Noncompactness in the Study of Asymptotically Stable and Ultimately Nondecreasing Solutions of Integral Equations (2010) (con J. Appell y J. Banaś)

- Exact Controllability of Semilinear Stochastic Evolution Equation (2011) (con D. Barráez, H. Leiva y M. Narváez)

- Integral Representation of Functions of Bounded Second ϕ-Variation in the Sense of Schramm (2011) (con J. Giménez y S. Rivas)

- Approximate Controllability of Semilinear Reaction Diffusion Equations (2012) (con H. Leiva y J. L. Sánchez)

- Uniformly Bounded Set-valued Composition Operators in the Spaces of Functions of Bounded Variation in the Sense of Schramm (2012) (con T. Ereú, J. L. Sánchez y M. Wróbel)